# Dickson-Eisfälle
Die Dickson-Eisfälle sind ein 1800 bis 2000 m hoch gelegener Gletscherbruch im westantarktischen Marie-Byrd-Land. In der Flood Range fließen sie zwischen Mount Moulton und Mount Bursey nach Norden.
Der United States Geological Survey kartierte sie anhand eigener Vermessungen und Luftaufnahmen der United States Navy aus den Jahren von 1959 bis 1965. Das Advisory Committee on Antarctic Names benannte sie 1966 nach Donald T. Dickson, einem Glaziologen des United States Antarctic Research Program auf der Byrd-Station von 1962 bis 1963.